# Полосатоклювый арасари
Полосатоклювый арасари (лат. Pteroglossus sanguineus) — вид птиц рода арасари семейства тукановых. Встречается в Панаме, Колумбии и Эквадоре. Включён в Красный список угрожаемых видов МСОП со статусом LC (Виды, вызывающие наименьшие опасения).

## Описание
От близкого вида Pteroglossus torquatus отличается более крупными размерами и жёлтой вершиной клюва. Вдоль верхней челюсти проходит чёрная полоса. На задней поверхности шеи каштановая полоса отсутствует. В местах совместного обитания видов известны гибридные формы.